# Rússia nos Jogos Paralímpicos de Verão de 2012
A Rússia foi um dos participantes dos Jogos Paralímpicos de Verão de 2012, em Londres, no Reino Unido.

## Medalhistas
| Atleta                   | Esporte              | Evento                            | Medalha |
| ------------------------ | -------------------- | --------------------------------- | ------- |
| Denis Tarasov            | Natação              | 50 metros livre masculino - S8    | Ouro    |
| Sergey Punko             | Natação              | 400 metros livre masculino - S12  | Ouro    |
| Oxana Savchenko          | Natação              | 200 metros medley feminino - SM12 | Ouro    |
| Vladimir Balynetc        | Levantamento de peso | Até 48 kg masculino               | Prata   |
| Olesya Lafina            | Levantamento de peso | Até 48 kg feminino                | Prata   |
| Tamara Podpalnaya        | Levantamento de peso | Até 52 kg feminino                | Prata   |
| Dmitrii Kokarev          | Natação              | 50 metros livre masculino - S2    | Prata   |
| Aleksandr Nevolin-Svetov | Natação              | 50 metros livre masculino - S12   | Prata   |
| Dmitrii Kokarev          | Natação              | 100 metros livre masculino - S2   | Prata   |
| Aleksandr Nevolin-Svetov | Natação              | 100 metros livre masculino - S12  | Prata   |
| Vladimir Krivulya        | Levantamento de peso | Até 52 kg masculino               | Bronze  |
| Aleksandr Golintovskii   | Natação              | 100 metros livre masculino - S13  | Bronze  |
| Aleksandr Golintovskii   | Natação              | 400 metros livre masculino - S13  | Bronze  |
| Darya Stukalova          | Natação              | 200 metros medley feminino - SM12 | Bronze  |

## Desempenho

### Atletismo
Masculino
| Atletas       | Evento          | Preliminares | Preliminares | Semifinal   | Semifinal   | Final       | Final       |
| Atletas       | Evento          | Marca        | Posição      | Marca       | Posição     | Marca       | Posição     |
| ------------- | --------------- | ------------ | ------------ | ----------- | ----------- | ----------- | ----------- |
| Andrey Koptev | 100 m rasos T11 | DNS          | DNS          | Não avançou | Não avançou | Não avançou | Não avançou |

### Levantamento de peso
Masculino
| Atletas           | Evento   | Resultado | Posição |
| ----------------- | -------- | --------- | ------- |
| Vladimir Balynetc | -48 kg   | 170,0     |         |
| Vladimir Krivulya | -52 kg   | 175,0     |         |
| Ildar Bedderdinov | -56 kg   | 174,0     | 5º      |
| Ayrat Zakiev      | -60 kg   | NM        | NM      |
| Sergei Sychev     | -75 kg   | 213,0     | 4º      |
| Karen Abramyants  | -82.5 kg | 165,0     | 11º     |
| Vadim Rakitin     | -90 kg   | 190,0     | 7º      |

Feminino
| Atletas           | Evento   | Resultado | Posição |
| ----------------- | -------- | --------- | ------- |
| Olesya Lafina     | -48 kg   | 120,0     |         |
| Tamara Podpalnaya | -52 kg   | 119,0     |         |
| Irina Kazantseva  | -56 kg   | 101,0     | 5º      |
| Kheda Berieva     | -60 kg   | 106,0     | 4º      |
| Vera Muratova     | -67.5 kg | 111,0     | 4º      |
| Tatiana Smirnova  | -82.5 kg | 112,0     | 5º      |

### Natação
Masculino
| Atletas                  | Evento                 | Preliminares | Preliminares | Final       | Final       |
| Atletas                  | Evento                 | Marca        | Posição      | Marca       | Posição     |
| ------------------------ | ---------------------- | ------------ | ------------ | ----------- | ----------- |
| Dmitrii Kokarev          | 50 metros livre - S2   | 1min05s61 Q  | 2º           | 1min02s47   |             |
| Aleksei Lyzhikhin        | 50 metros livre - S4   | 44s08        | 11º          | Não avançou | Não avançou |
| Andrey Gladkov           | 50 metros livre - S7   | 31s84        | 11º          | Não avançou | Não avançou |
| Denis Tarasov            | 50 metros livre - S8   | 25s92 Q      | 1º           | 25s82       |             |
| Konstantin Lisenkov      | 50 metros livre - S8   | 26s92 Q      | 4º           | 26s78       | 4º          |
| Dmitry Grigorev          | 50 metros livre - S10  | 25s07 Q      | 6º           | 24s61       | 5º          |
| Rustam Nurmukhametov     | 50 metros livre - S11  | 27s80 Q      | 8º           | 28s15       | 8º          |
| Alexander Chekurov       | 50 metros livre - S11  | 27s10 Q      | 4º           | 26s38       | 4º          |
| Aleksandr Nevolin-Svetov | 50 metros livre - S12  | 24s29 Q      | 2º           | 23s96       |             |
| Roman Makarov            | 50 metros livre - S12  | 25s52 Q      | 7º           | 25s57       | 8º          |
| Aleksandr Golintovskii   | 50 metros livre - S13  | 24s96 Q      | 8º           | 24s82       | 8º          |
| Stepan Smagin            | 50 metros livre - S13  | 25s62        | 12º          | Não avançou | Não avançou |
| Dmitrii Kokarev          | 100 metros livre - S2  | 2min18s30 Q  | 2º           | 2min16s46   |             |
| Andrey Meshcheryakov     | 100 metros livre - S4  | 1min40s66    | 12º          | Não avançou | Não avançou |
| Aleksei Lyzhikhin        | 100 metros livre - S4  | 1min39s39    | 11º          | Não avançou | Não avançou |
| Andrey Gladkov           | 100 metros livre - S7  | 1min06s38 Q  | 7º           | 1min06s04   | 8º          |
| Dmitry Grigorev          | 100 metros livre - S10 | 54s95 Q      | 8º           | 54s33       | 6º          |
| Alexander Chekurov       | 100 metros livre - S11 | 1min01s99 Q  | 4º           | 1min01s56   | 6º          |
| Rustam Nurmukhametov     | 100 metros livre - S11 | 1min04s18    | 12º          | Não avançou | Não avançou |
| Aleksandr Nevolin-Svetov | 100 metros livre - S12 | 52s65 Q      | 2º           | 51s70       |             |
| Sergey Punko             | 100 metros livre - S12 | 55s99 Q      | 6º           | 55s44       | 6º          |
| Roman Makarov            | 100 metros livre - S12 | 55s33 Q      | 5º           | 55s34       | 5º          |
| Aleksandr Golintovskii   | 100 metros livre - S13 | 53s66 Q      | 4º           | 53s45       |             |
| Roman Dubovoy            | 100 metros livre - S13 | 54s29 Q      | 7º           | 53s84       | 7º          |
| Stepan Smagin            | 100 metros livre - S13 | 55s42        | 11º          | Não avançou | Não avançou |
| Eduard Samarin           | 400 metros livre - S9  | 4min38s10    | 11º          | Não avançou | Não avançou |
| Sergey Punko             | 400 metros livre - S12 | 4min25s03 Q  | 2º           | 4min10s26   |             |
| Aleksandr Golintovskii   | 400 metros livre - S13 | 4min19s69 Q  | 5º           | 4min11s13   |             |
| Stepan Smagin            | 400 metros livre - S13 | 4min28s37 Q  | 8º           | 4min27s31   | 8º          |

Feminino
| Atletas         | Evento                   | Preliminares | Preliminares | Final       | Final       |
| Atletas         | Evento                   | Marca        | Posição      | Marca       | Posição     |
| --------------- | ------------------------ | ------------ | ------------ | ----------- | ----------- |
| Nina Ryabova    | 200 metros medley - SM10 | 2min36s04 Q  | 5º           | 2min35s65   | 5º          |
| Olga Sokolova   | 200 metros medley - SM11 | 3min24s81    | 16º          | Não avançou | Não avançou |
| Darya Stukalova | 200 metros medley - SM12 | 2min39s71 Q  | 3º           | 2min28s73   |             |
| Oxana Savchenko | 200 metros medley - SM12 | 2min38s13 Q  | 2º           | 2min28s00   |             |